# We Are the World: 25 for Haiti
A We Are the World: 25 for Haiti az 1985-ben megjelent We Are the World című, Michael Jackson és Lionel Richie által szerzett dal 2010-es feldolgozása, melynek bevételeit a 2010-es haiti földrengés áldozatai megsegítésére ajánlották fel.

## Háttér

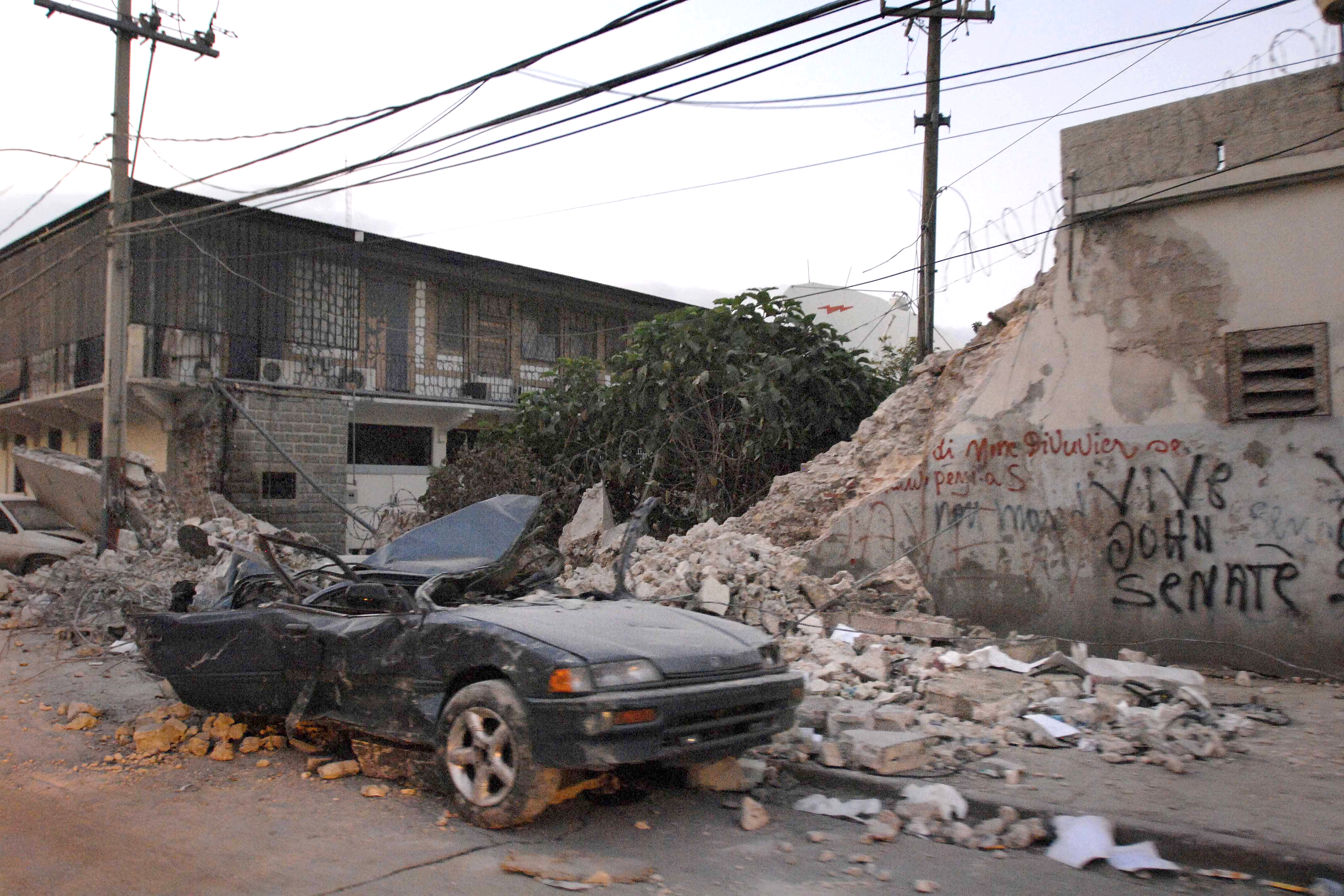
Port-au-Prince a földrengés után

2010. január 12-én a Richter-skála szerinti 7.0-es erősségű földrengés rázta meg Haiti szigetét, amely az elmúlt 200 év legkomolyabb földrengése volt. A rengés epicentruma Haiti fővárosától, Port-au-Prince-től 25 km-re volt. A Nemzetközi Vöröskereszt becslései szerint a rengések három millió embert érintettek, közülük a halálos áldozatok számát a WHO 45 000-50 000 főre becsülte, a szám azonban mára már elérte a 170 000-et is. A főváros, Port-au-Prince nagyobb látnivalói jelentős mértékben megrongálódtak vagy leomlottak.

## Felvétel
Még a földrengés előtt, Quincy Jones és Lionel Richie azt tervezte, hogy elkészíti a "We Are the World" feldolgozását 2010. január 28-án, a dal eredeti felvételének 25. évfordulóján. Aztán, amikor a földrengés bekövetkezett, elhalasztották a megjelenést. A dal új verzióját 2010. február 1-jén rögzítették. Több, mint 75 zenészt hívtak meg és a felvételt ugyanott tartották, ahol az eredetit dalt rögzítették.
Szintén megegyezik az 1985-ös projekttel, hogy néhány közreműködő énekes ekkor éppen Los Angelesben volt, az 52. Grammy díj díjátadó gáláján. Az új verzió modernebb szövegből és zenéből állt, mint például a rap-rész. Quincy Jones szerint, Michael Jackson húga, Janet veheti át bátyja szövegét a dalban. A produkciós csapat: RedOne és a zenei rendező Ricky Minor. Wyclef Jean haiti-amerikai művész szintén producerként működött közre.
A felvétel alatt, számos művész kommentálta a munkát, Michael Jackson 1985-ös munkáját. Jordin Sparks R&B énekes rámutatott, hogy hiába született az eredeti dal megjelenése után, a dal még így is nagyon mély benyomást tett rá. Celine Dion kanadai énekesnő kifejtette, hogy a dal megjelenése nem csak a Haitin élő embereknek lesz segítség, hanem Michael Jackson emlékét is ápolni fogja, aki mindig is nagy figyelmet fordított arra, hogy segítsen a rászoruló embereken. Lionel Richie és Quincy Jones egyetértett Dion megállapításával, és hozzátették, hogy Jackson mindig is élni fog, ugyanúgy meghívott lesz, mint 25 évvel ezelőtt.

### Szólóénekesek (a megjelenés sorrendjében)

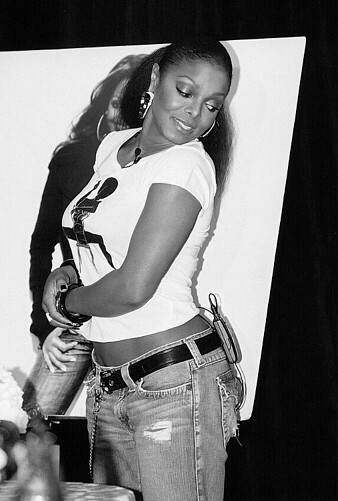
Janet Jackson is együtt énekelt bátyjával, Michaellel

## Közreműködők

### Karmesterek
- Quincy Jones
- Lionel Richie
- Mervyn Warren

### Szólóénekesek (a megjelenés sorrendjében)[10][11]
| - Justin Bieber - Nicole Scherzinger - Jennifer Hudson - Jennifer Nettles - Josh Groban - Tony Bennett - Mary J. Blige - Michael Jackson (felvételről) - Janet Jackson - Barbra Streisand - Miley Cyrus - Enrique Iglesias - Jamie Foxx - Wyclef Jean - Adam Levine - Pink - BeBe Winans - Usher - Céline Dion | - Orianthi (gitár) - Fergie - Nick Jonas - Toni Braxton - Mary Mary - Isaac Slade - Carlos Santana (gitár) - Lil Wayne - Akon - T-Pain - LL Cool J (rap) - Will.i.am (rap) - Snoop Dogg (rap) - Busta Rhymes (rap) - Swizz Beatz (rap) - Kanye West (rap) |

### Kórus

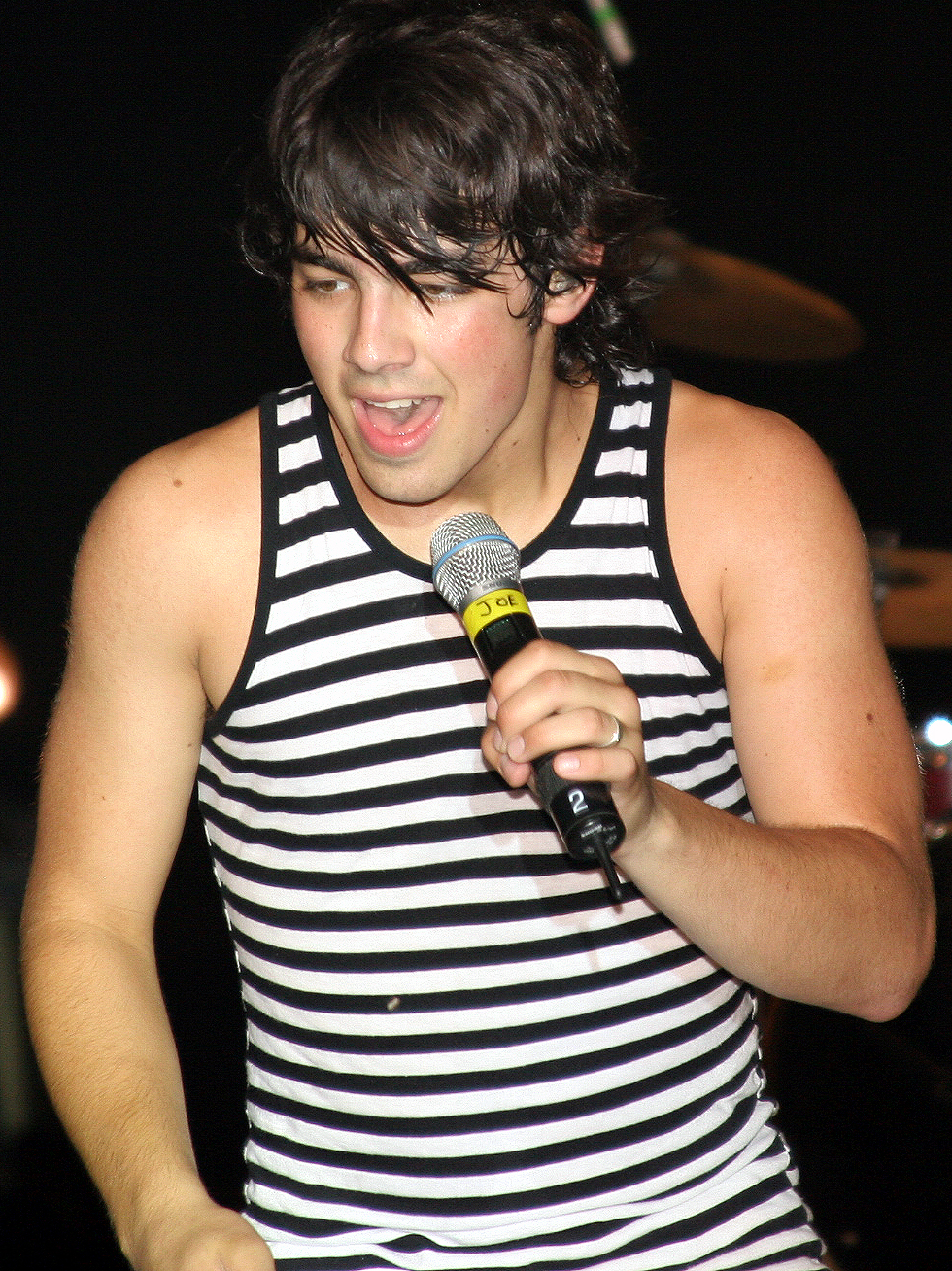
Joe Jonas is énekelt a dalban testvéreivel, Nickkel és Kevinnel

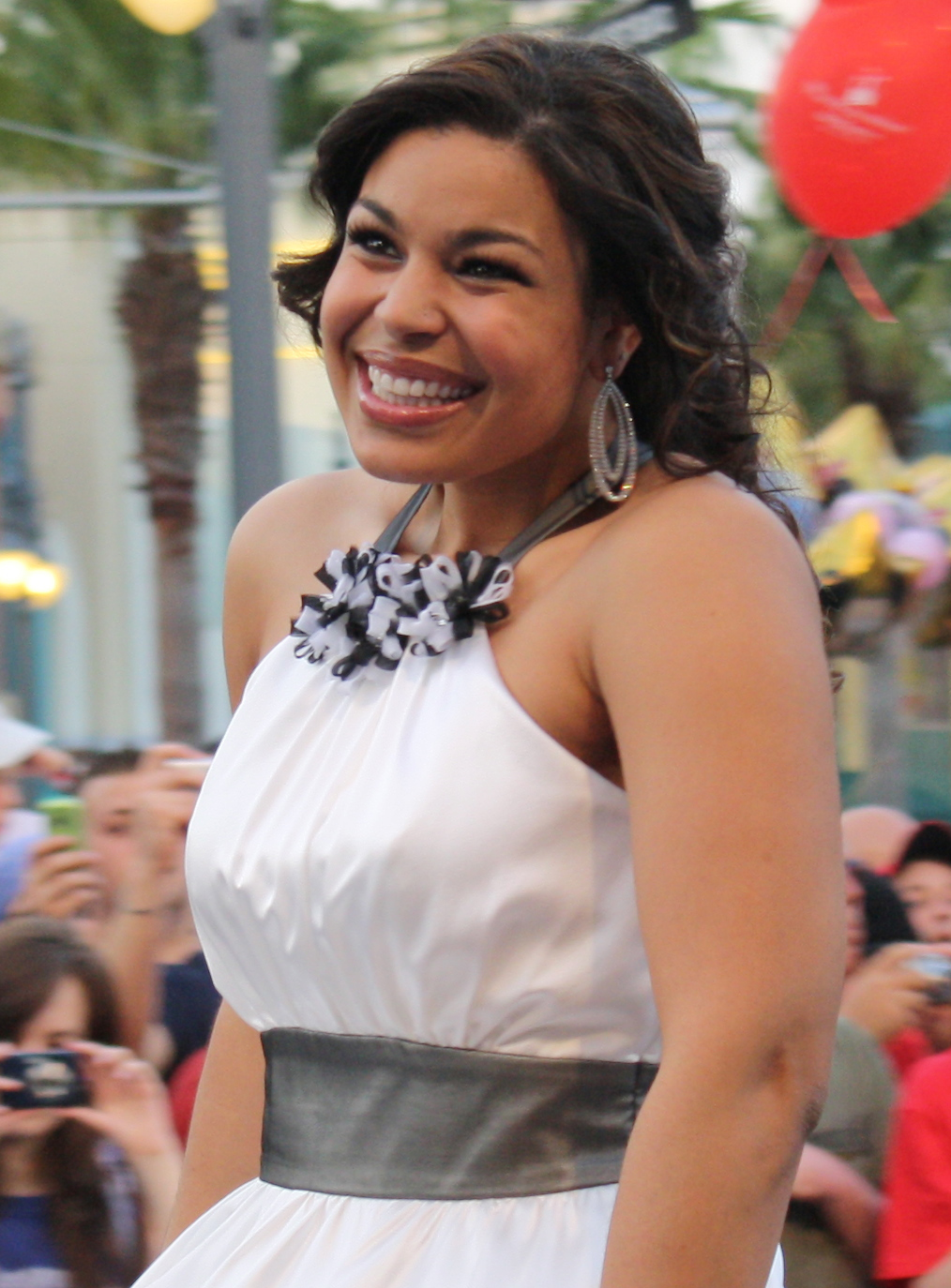
Jordin Sparks a kórus tagja volt

| - Patti Austin - Philip Bailey - Fonzworth Bentley - Bizzy Bone - Ethan Bortnick - Jeff Bridges - Zac Brown - Brandy - Kristian Bush - Natalie Cole - Harry Connick Jr. - Nikka Costa - Kid Cudi - Kelly Rowland - Faith Evans - Melanie Fiona - Sean Garrett - Tyrese Gibson - Anthony Hamilton - Rick Hendrix - Keri Hilson - John Legend - Julianne Hough - Nipsey Hussle - India.Arie - Randy Jackson - Taj Jackson - Taryll Jackson - TJ Jackson - Il Trio | - Al Jardine - Jimmy Jean-Louis - Ralph Johnson - Joe Jonas - Kevin Jonas - Nick Jonas - Rashida Jones - Gladys Knight - Benji Madden - Joel Madden - Katharine McPhee - Jason Mraz - Mýa - Freda Payne - A. R. Rahman - RedOne - Nicole Richie - Raphael Saadiq - Trey Songz - Musiq Soulchild - Jordin Sparks - Robin Thicke - Rob Thomas - Vince Vaughn - Mervyn Warren - Verdine White - Ann Wilson - Brian Wilson - Nancy Wilson - Leshaun |

## Helyezések
| Slágerlista (2010)                            | Legmagasabb helyezés |
| --------------------------------------------- | -------------------- |
| Ausztrália kislemez listája                   | 18                   |
| Belgium Ultratop 40 kislemez lista (Vallónia) | 1                    |
| Kanada Hot 100 kislemez lista                 | 7                    |
| Dánia kislemez listája                        | 10                   |
| Franciaország kislemez listája                | 7                    |
| Írország kislemez listája                     | 9                    |
| Olaszország kislemez listája                  | 10                   |
| Új-Zéland kislemez listája                    | 8                    |
| Norvégia kislemez listája                     | 1                    |
| Spanyolország kislemez listája                | 15                   |
| Svédország kislemez listája                   | 5                    |
| Egyesült Királyság kislemez listája           | 50                   |
| Amerika Billboard Hot 100 lista               | 2                    |